# II Августов легион
Legio II Augusta (II Августов легион) е римски легион, сформиран от Октавиан Август през 43 пр.н.е.. Прекратява същестуването си през IV век. Емблеми на легиона са били Алпийски козирогкозирог, Пегас и Марс.
Съществува версия, която отъждествява този легион с втори испански легион на Юлий Цезар. От Испания легионът е преведен в Германия или, даже, в Римски Египет, а след това в Германия, където той с голяма сигурност се е намирал към момента на смъртта на Октавиан. Тази версия, обаче е малко вероятна.

## Боен път
Първата битка, в която взема участие легиона е битката при Филипи в Македония, която се развива през април 42 пр.н.е. между войските на Втория триумвират, водени от Марк Антоний и Октавиан, срещу войските на Марк Юний Брут и Касий.
В края на 40 пр.н.е. легионът взема участие в Перузинската война (обсадата на Перуджа) между войските на Октавиан и братът на Марк Антоний – Луций.
През 25 пр.н.е., с провъзгласяване на Октавиан за император, легионът е отправен към Испания, където взема участие в Кантабрийските войни. По-късно остава на лагер в Испания.
През 9 г., след позора в Тевтобургската гора, легионът спешно е изпратен в Германия, където стои на лагер в района на Могунтиака (съвр. Майнц, Германия).
През 15 г. легионът взема участие в похода на Германик, по време на който погребват останките на воините на Квинтилий Вар (загинали в Тевтобурската гора). По време на този поход, легиона попада в силна буря и загубва целия свой обоз. След похода, легиона остава на лагер в Аргенторате (съвр. Страсбург, Франция).
През 43 г. легионът под командването на бъдещия император Веспасиан взема участие в битките в Англия. Там се отличава като един от най-добрите легиони, от присъстващите, без да се взема под внимание загубата от силурите през 52 г.
През 61 г., по време на въстанието на Боудика, легионът е разположен в Ексетер. Неговият префект, Поений Постум, отказва да изпълни заповедта на Гай Светоний Паулин и да се присъедини към него в потушаване на въстанието. След победа в битката при Уотлинг стрит Постум е принуден да се самоубие с меча си, а легиона изпада в немилост.
Следващите години легионът е разделен и стои в няколко бази в Глев (съвр. Глостър), Алчестер, Абонах (близо до съвр. Бристол) и Иск (съвр. Каерлеон), която е основна негова база до III век. В Иск войниците от легиона вземат участие в строителството на крепости.
През 69 г. 2600 войници от легиона поддържат Вителий и съставят гръбнака на неговата армия в битката при Кремона.
През 122 г. части от легиона са използвани при строителството на Адриановия вал.
През 169 г. легионът поддържа претендента императорското място Клодий Албин, и през 197 г. част от легиона взема участие в битката при Лугдун на страната на узурпатора.
При император Хелиогабал легионът получава титула Antoninina („Легион на Антонините“) за своята вярност, но този титул след смъртта на императора не се използва.
Легионът е разформирован скоро след 395 г., когато е стоял в Рутупия (съвр. Ричборо).